# Chiesa-fortezza di San Pietro
La chiesa e poi fortezza di San Pietro è stato un luogo di culto cattolico e difensivo situato nella frazione di Lingueglietta, in piazza San Pietro, nel comune di Cipressa in provincia di Imperia.

## Storia e descrizione

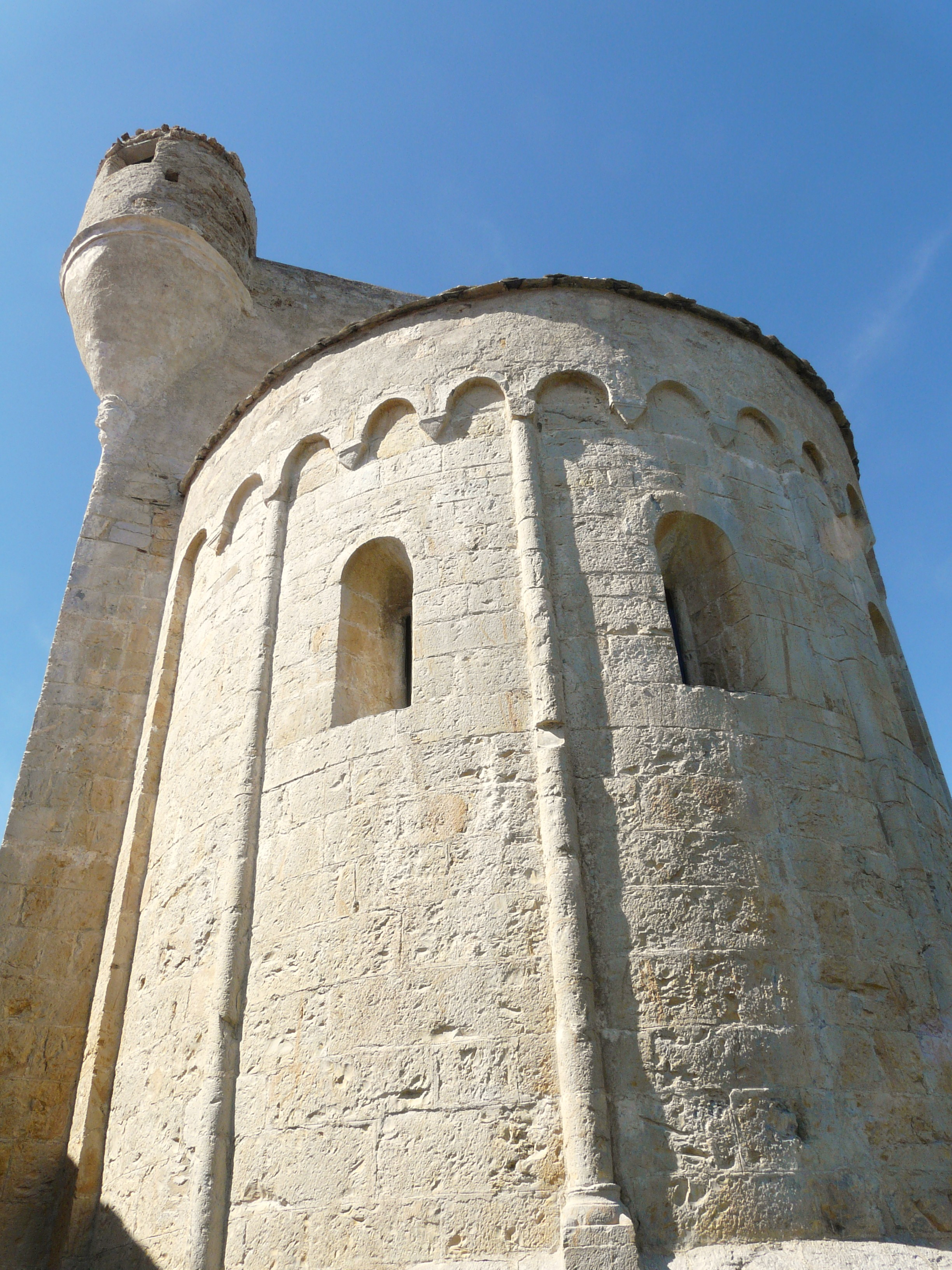
Particolare dell'abside esterno

Monumento simbolo del borgo di Lingueglietta, è un esempio, forse unico in Liguria, di edificio religioso (della metà del XIII secolo) trasformato in fortezza, per ragioni difensive, all'epoca delle scorrerie barbaresche che afflissero il ponente ligure all'incirca a metà del XVI secolo.
In essa si fondono l'architettura religiosa tardo medievale con l'architettura militare del Cinquecento, in un insieme di suggestiva bellezza. L'abside, in particolare, si conservata intatta, testimonianza di un antico sforzo teso a rendere leggere imponenti muraglie in pietra.
L'interno, ad unica navata, conserva l'originale pavimentazione a lastroni. L'edificio fu scelto perché molto adatto a questo nuovo ruolo: costruito all'ingresso del borgo abitato, in una zona ripida con una buona visibilità del mare, aveva muri solidi ed alti.
I lavori di fortificazione portarono alla chiusura dell'ingresso laterale, la sostituzione del tetto originale (probabilmente a capanna, coperto da "ciappe", le lastre di ardesia tipiche di tanti tetti liguri) con una volta con soprastante terrazza di avvistamento circondata da alti muri con feritoie, alla costruzione di caditoie sia sopra il portale centrale che sul lato nord ed all'edificazione di due garitte.
La chiesa-fortezza è stata recentemente oggetto di un pregevole restauro, nel periodo 2006-2010 con uno stanziamento di oltre 865 000 euro tra fondi pubblici e privati, che ha visto la riapertura dell'antico sito nell'agosto 2010.